# Thelotornis capensis
Thelotornis capensis är en ormart som beskrevs av Smith 1849. Thelotornis capensis ingår i släktet Thelotornis och familjen snokar. IUCN kategoriserar arten globalt som livskraftig.
Artens utbredningsområde sträcker sig från Somalia över östra Afrika till Namibia och Sydafrika. Habitatet utgörs av savanner, buskskogar och skogarnas kanter. Individerna vistas på marken eller klättrar i växtligheten. Honor lägger 4 till 13 ägg per tillfälle.

## Underarter
Arten delas in i följande underarter:
- T. c. capensis
- T. c. mossambicanus
- T. c. oatesi
- T. c. schilsi